# Asmidal
Asmidal est un groupe chimique algérien, spécialisé dans la production d'engrais et de produits phytosanitaires.
Ses principales activités sont la fabrication et la mise en marché d'engrais azotés, tel que l'urée et des nitrates. Elle synthétise et vend également de l'ammoniac, élément essentiel pour la fabrication des engrais azotés synthétiques.

## Histoire
L'Entreprise nationale des Engrais et Produits phytosanitaires dénommée Asmidal, est issue de la restructuration de  Sonatrach en 1984.
En août 2015, Asmidal est rattachée au groupe Sonatrach, ministère de l’énergie, au lieu du ministère de l’industrie et des mines.

## Gouvernance

### Direction de l'entreprise
- Miloud Louhichi (2015-2020)
- Houayen Mohamed Tahar (depuis 2020)[1]